# Manoir du Pont-Bily
Le manoir du Pont-Bily est situé à Saint-Nicolas-du-Tertre en France.

## Localisation
Le manoir est situé sur le territoire de la commune de Saint-Nicolas-du-Tertre, au lieu-dit le Pont-Bily, dans le département du Morbihan en région Bretagne.

## Description
Le manoir date du XVIIe siècle, édifice remanié à un étage carré construit en moellons sans chaîne en pierre de taille de schiste. Toiture à longs pans recouverte d'ardoises, pignon couvert. Tour d'escalier postérieure : escalier hors-œuvre.

## Historique
Le manoir est inscrit à l'inventaire général du patrimoine culturel.